# Crows Zero II
Crows Zero II (en japonés: クローズZERO II Kurōzu Zero II?), también conocida como Crows Zero 2 , es una película de acción japonesa de 2009 dirigida por Takashi Miike, escrita por Shogo Muto y producida por Mataichiro Yamamoto. Es una secuela de Crows Zero, donde Shun Oguri, Kyōsuke Yabe, Meisa Kuroki y Takayuki Yamada, repiten en sus papeles de la precuela. Las dos películas, que sirven como una precuela del manga original, se basan en el manga Crows, escrito e ilustrado por Hiroshi Takahashi entre 1990 y 1998.

La película fue seguida por una secuela titulada Crows Explode, dirigida por Toshiaki Toyoda en 2014.

## Argumento
Genji Takiya, ocho meses después de su victoria sobre Tamao Serizawa, sigue su lucha por alcanzar la supremacía en la Escuela secundaria masculina de Suzuran. Después de una derrota decisiva a manos del legendario Rindaman y a punto de graduarse sin cumplir su objetivo, Genji se desespera y comienza a desafiar a Rindaman con regularidad, pero siempre es derrotado.
La situación de Genji se agrava cuando, sin saberlo, rompe un pacto de no agresión entre Suzuran y una escuela rival, la Academia Housen, al salvar a Noboru Kawanishi durante un enfrentamiento. Genji se entera de que el acuerdo entre las dos escuelas se estableció hace dos años, cuando Noboru violó una de las reglas de enfrentamiento y usó un arma para herir fatalmente al exlíder de Housen, Bitō Makio. La protección de Genji a Noboru, provoca que el líder actual de Housen, Narumi Taiga, declare la guerra contra Suzuran. Entre las tensiones internas dentro de la escuela, las preocupaciones personales y la necesidad de unir fuerzas para enfrentarse a Housen, Genji y sus aliados, se verán envueltos en varios conflictos violentos con el Ejército de Asesinos de Housen.

## Reparto
| Actor               | Papel                       | Actor/Actriz de doblaje |
| ------------------- | --------------------------- | ----------------------- |
| Shun Oguri          | Genji Takiya                | Manuel Gimeno           |
| Sōsuke Takaoka      | Shun Izaki                  | Roger Isasi-Isasmendi   |
| Takayuki Yamada     | Tamao Serizawa              | Claudi Domingo          |
| Kyōsuke Yabe        | Ken Katagiri                | José Posada             |
| Meisa Kuroki        | Ruka Aizawa                 | Isabel Valls            |
| Kenta Kiritani      | Tokio Tatsukawa             | Hernán Fernández        |
| Suzunosuke Tanaka   | Chūta Tamura                | Eduard Itchart          |
| Goro Kishitani      | Hideo Takiya                | Antonio Lara            |
| Yutaka Matsushige   | Ushiyama                    |                         |
| Motoki Fukami       | Rindaman / Megumi Hayashida | Daniel Albiac           |
| Yūsuke Izaki        | Manabu Mikami               |                         |
| Hisato Izaki        | Takeshi Mikami              | Óscar Muñoz             |
| Shunsuke Daitō      | Hiromi Kirishima            | Masumi Mutsuda          |
| Yūsuke Kamiji       | Shōji Tsutsumoto            | Ramón Hernández         |
| Tsutomu Takahashi   | Takashi Makise              | Xavier Fernández        |
| Yū Koyanagi         | Makoto Sugihara             |                         |
| Kaname Endō         | Yūji Tokaji                 | Carles Lladó            |
| Shinnosuke Abe      | Noboru Kawanishi            | Daniel Albiac           |
| Ryō Hashizume       | Toshiaki Honjō              |                         |
| Kazuki Namioka      | Gōta Washio                 | Ramón Hernández         |
| Toshie Negishi      | Ai Tomura                   | Azucena Díaz            |
| Yoshiyuki Yamaguchi | Makio Bitō                  |                         |
| Nobuaki Kaneko      | Taiga Narumi                | Sergio Zamora           |
| Kengo Ohkuchi       | Rikiya Kumagiri             | Jordi Salas             |
| Tomoya Warabino     | Hayato Shibayama            |                         |
| Gō Ayano            | Ryō Urushibara              |                         |
| Haruma Miura        | Tatsuya Bitō                |                         |
| Ryôhei Abe          | Toshi Matoba                | Carlos Di Blasi         |
| Ken'ichi Endō       | Jōji Yazaki                 | Juan Carlos Gustems     |

## Otros créditos
- Planificación: Kazuya Hamana
- Coproductor: Hidemi Satani
- Productor asociado: Arimasa Okada, Toshiie Tomida y Ikuya Horinouchi
- Productor en línea: Koji Harada
- Guion: Shogo Muto y Rikiya Mizushima
- Diseñador de producción (arte): Yūji Hayashida y So Hashimoto
- Iluminación: Yoshi Watabe
- Grabación (sonido): Yoshiya Obara
- Decoración: Akira Sakamoto
- Asistente de dirección: Takuma Yoshimi
- Productor musical: Hiroshi Furukawa

## Producción
El 13 de mayo de 2008 se informó en el periódico Nikkan Sports (日刊スポーツ), que se había decidido la producción de una secuela. El proyecto comenzó a ponerse en marcha en agosto del mismo año. Los ingresos finales de taquilla fueron de 3.020 millones de yenes, más que en la película anterior. 
Se realizó un concurso para reclutar actores, entre 10.000 participantes, y para conseguir artistas que participaran en la banda sonora. Shigeya Nagata (Seiya Osada, 長田成哉?) ganó el "Gran Premio" en la categoría de actor, aunque no pudo aparecer finalmente en la película, y no hubo ganadores en la categoría de Música.

Del 31 de julio al 1 de agosto de 2008, "SKY PerfecTV! Premium Service" transmitió un programa especial de 24 horas, titulado: "Crows ZERO II de Shun Oguri y sus amigos", donde se emitió el proceso del casting.

Muchos atletas que participan en el evento de artes marciales mixtas, "THE OUTSIDER", patrocinado por Fighting Network Rings, aparecen en el papel de estudiantes delincuentes.

Aunque solo por un momento, el famoso actor japonés Show Aikawa (哀川 翔 Aikawa Shō?), realiza un pequeño cameo.

## Lanzamiento
Crows Zero II se estrenó el 26 de febrero de 2009 en el "Yubari International Fantastic Film Festival" de Japón, y el 11 de abril de 2009 en el resto del país. También se proyectó internacionalmente: En octubre de 2009 en el Festival de Cine de Sitges en España,el 11 de octubre de 2009 en el Festival Internacional de Cine de Busan de Corea del Sur, el 3 de noviembre de 2009 en el "Lyon Asiexpo Film Festival" de Francia, el 8 de noviembre de 2009 en el "Munich Asia Filmfest" de Alemania, el 6 de febrero de 2010 en el Festival Internacional de Cine de Santa Bárbara de Estados Unidos, en julio de 2010 en el Festival Internacional de Cine Fantasia de Canadá y el 21 de septiembre de 2010 en el "Helsinki International Film Festival" de Finlandia, entre otros.
En 2009 se lanzaron en DVD y Blu-ray,publicados por TBS y distribuidos por Happinet, tres ediciones diferentes en Japón: 
- Edición Saikyo (Mejor edición) (最高エディション) [9]
- Edición Prémium (プレミアムエディション) [10]
- Edición Estándar (スタンダードエディション) [11]

En España se lanzó en DVD y en Blu-ray por M3 Estudio. La edición en BR titulada, CROWS La Trilogía, contiene, además de las tres partes de Crows, un libreto exclusivo con información completa de la saga, el manga y análisis de las películas, escrito por Mike Hostench (subdirector del Festival de Sitges).También se editó en DVD y Blu-ray en otros países, por diferentes distribuidoras, e incluyendo distintos contenidos especiales, entre los que se encuentran:

#### Extras que contenían algunas ediciones publicadas
- Noticias especiales, Tráiler, anuncios de televisión y Perfil del elenco y del personal
- Making of Crows ZERO (aproximadamente 92 min.)
- CM (comercial de modales) comercial de etiqueta antes de la proyección de la película (aprox. 1 min.)
- Making of CM. Realización del CM, dirigida y escrita por Shun Oguri (aprox. 14 min.)
- Conversación entre Hiroshi Takahashi y Kyōsuke Yabe (aprox. 11 min.)
- Recopilación de comentarios del reparto (aprox. 31 min.)
- Trayectoria hasta el lanzamiento. (aprox. 44 min.)
- Folleto especial (24 páginas)
- Postales originales (8 piezas)
- Mini figuras de cabezas oscilantes (6 figuras)

## Making of Crows Zero II
Making of Crows Zero II (en japonés: メイキング オブ クローズZERO II, Meikingu obu kurōzu ZERO II ?) es un documental japonés de entre bastidores (making of) dirigido por Shotaro Endo en 2009.Este documental se editó y se puso en venta por separado. Más tarde fue incluido como contenido extra en las ediciones que se lanzaron en DVD y Blu-ray.

#### Contenido:[15]
(Making of, 33 minutos aproximadamente)
- Introducción a la historia del trabajo anterior "Crows Zero".
- Preparación y escenografía del rodaje.
- Presentación de los personajes de "Crows Zero II"
- Resumen de la historia principal de "Crows Zero II"
- Entrevista con el director Takashi Miike.

(Extras, 3 minutos aproximadamente)
- Noticias especiales 1.
- Noticias especiales 2.
- Tráiler de cine.

#### Datos técnicos y Personal
- Lanzamiento: 27 de marzo de 2009
- Duración: 36 min.
- Dirección y edición: Shotaro Endo.
- Producción: Kenichi Nakayama y Fuminari Maruyama (Happinet)
- Productor de postproducción: Manabu Shinoda.
- Fotografía del Making of: Shusaku Sakaguchi.
- Realización de la entrevista: Chigi Kanbe.
- Efectos visuales: Yasushi Terada y Naofumi Nakata.
- Música: Naoki Otsubo y Hiroshi Furukawa.
- Narración: Kyōsuke Yabe.
- Canciones: "I Wanna Change" de The Street Beats y "Spring Snow" de Kenichi Asai.
- Editor: Tokyo Broadcasting System (TBS).
- Vendedor: Happinet.

## Recepción
Oriana Virone en una reseña para Asian Movie Pulse, escribió: «Crows Zero II probablemente no sea la película que debes ver si quieres profundizar en el desarrollo de los personajes, en el drama de la dinámica familiar y además, de ser muy discutible, desde un punto de vista feminista. Dicho esto, si disfrutaste de “Crows Zero”, definitivamente debes ver su secuela porque es mejor. Y si simplemente disfrutas de una buena película de acción y escenas de lucha realmente asombrosas, es una película imprescindible».
Niels Matthijs, en una reseña para Twitch Film, escribió: «Visualmente, Crows Zero II sigue luciendo increíblemente elegante. Quizás no haya tantas tomas de lugares emblemáticos, pero los fondos densos y llenos de grafitis hacen que la película tenga un aspecto delicioso. Las escenas de lucha también son una maravilla, con un trabajo de cámara intenso y lleno de acción y con una edición que mantiene la adrenalina fluyendo. Sin embargo, al final, durante estas dos horas puede que empieces a echar de menos el estilo más atrevido de las películas anteriores de Miike».

## Banda sonora original
Además de la banda sonora creada por Naoki Ōtsubo, la película contó con la colaboración de varios artistas y grupos musicales, como: The Street Beats, Odd-Bowz y Meisa Kuroki, entre otros. La banda sonora original se lanzó en CD en 2009 por el sello FMLE.

### Crows Zero II Ost
- 01	Hiroshi Furukawa - Interlude.1 (The Man)
- 02	The Mods - Shitsville
- 03	Hiroshi Furukawa - Interlude.2 (War)
- 04	The Street Beats - I Wanna Change
- 05	Kenichi Asai - Spring Snow
- 06	Odd-Bowz - Boost ~ブースト~
- 07	Meisa Kuroki (黒木メイサ) - Bad Girl (Movie Ver.)
- 08	Hiroshi Furukawa - Interlude.3 (Dilemma)
- 09	DOES - Torch Lighter ~トーチ・ライター~
- 10	Namiki Ruri - Heartbreak
- 11	Hiroshi Furukawa - Interlude.4 (Time Has Come)
- 12	Aggressive Dogs A.k.a Uzi-One - Loud
- 13	Hiroshi Furukawa - Into The Battlefield II
- 14	Jiruba - Kazeninare
- 15	10-Feet - 1 Sec.
- 16	Ootsubo Naoki - Gekitotsu II ~激突 II~
- 17	Ootsubo Naoki - Kettou ~決闘~
- 18	Hiroshi Furukawa, ft.Ootsubo Naoki - Sotsugyou ~卒業~
- 19	The Street Beats - Sasurai no Uta ~さすらいの歌~ (Movie Ver.)

## Manga
La película Crows Zero II, que sirve como precuela del manga Crows creado por Hiroshi Takahashi, también sería adaptada al manga, al igual que su predecesora Crows Zero.
Crows Zero II Suzuran x Housen (クローズZERO II 鈴蘭×鳳仙?) fue publicado en la revista Bessatsu Shōnen Magazine de (Akita Shoten) desde julio de 2012 hasta octubre de 2016. Y lanzada en un total de 11 volúmenes, desde el 8 de enero de 2013, hasta el 8 de noviembre de 2016.
- Historia original de Hiroshi Takahashi.
- Ilustrado por Tetsuhiro Hirakawa.
- Guion de Shogo Muto y Rikiya Mizushima.

## Trabajos relacionados

#### Libros
El 27 de marzo de 2009, se lanzó un libro sobre la película titulado: 「クローズ　ZERO 2」OFFICIAL PHOTO BOOK, editado por Akita Shoten. El libro contiene: Guía del episodio 1 de “Crows ZERO”, gráficos de la historia, mapa de los personajes, guía del manga y entrevistas al autor, al reparto y al personal, entre otras cosas. 
El 30 de abril de 2009, se lanzó un nuevo libro sobre la película titulado: クローズZEROⅡ THE BLACK BIBLE, editado por PIA Corporation. El libro es un diario de rodaje escrito por Kyosuke Yabe, que contiene fotografías realizadas por el mismo durante el rodaje y los eventos posteriores, además de charlas con los actores Shun Oguri y Takayuki Yamada, con el director Takashi Miike y con autor de la obra Hiroshi Takahashi, entre otras cosas.

#### Anime
El manga original de Crows creado por Hiroshi Takahashi, fue adaptado al anime en 1994, en forma de dos OVAs por Knack Productions, y contaban la historia de los tres primeros volúmenes del manga.

#### Videojuego
También se lanzaron dos videojuegos, titulados:
- "Crows: The Battle Action" para Sega Saturn, por Athena en 1997.[24]
- "Crows: Burning Edge" para PlayStation Vita y PlayStation 4, por Bandai Namco Games en 2016.[25]